# Tiburonotus peninsularis
Tiburonotus peninsularis är en insektsart som beskrevs av Perez-gelabert, Hierro och D. Otte 1998. Tiburonotus peninsularis ingår i släktet Tiburonotus och familjen torngräshoppor. Inga underarter finns listade i Catalogue of Life.